# Saint-Julien-Mont-Denis
Saint-Julien-Mont-Denis là một xã thuộc tỉnh Savoie trong vùng Auvergne-Rhône-Alpes ở đông nam nước Pháp.